# Korytarz Śmierci
Korytarz Śmierci – szlak zaopatrzeniowy, który podczas II wojny światowej prowadził do oblężonego ówcześnie przez Niemców Leningradu (zob. Blokada Leningradu). Powstał w wyniku radzieckiej operacji Iskra (12–30 stycznia 1943), dzięki której wojskom sowieckim udało się wybić w niemieckich liniach wąski korytarz o szerokości piętnastu kilometrów. Pozwalało to na zwiększenie liczby żołnierzy, broni, amunicji i żywności w broniącej się twierdzy.
Jednak, w odróżnieniu od Drogi Życia powstałej 10 listopada 1941 na tafli jeziora Ładoga, pas ziemi, którym sprowadzano posiłki, był tak wąski, a niemiecki ostrzał artyleryjski trwający jeszcze w następnym roku na tyle intensywny, że wkrótce ów szlak nazwano Korytarzem śmierci.